# 2021-es magyar tekebajnokság
A 2021-es magyar tekebajnokság a nyolcvanharmadik magyar bajnokság volt. A bajnokságot december 18. és 19. között rendezték meg, a férfiakét Budapesten, az FTC pályáján, a nőkét Kaposváron.

## Eredmények
| Versenyszám            | Arany                               | Arany | Ezüst                                | Ezüst | Bronz                                                                   | Bronz |
| ---------------------- | ----------------------------------- | ----- | ------------------------------------ | ----- | ----------------------------------------------------------------------- | ----- |
| Férfi egyéni           | Zapletán Zsombor Szegedi TE         | 650   | Farkas Sándor Ferencvárosi TC        | 644   | Kiss Norbert Szegedi TE                                                 | 640   |
| Férfi sprint           | Kiss Norbert Szegedi TE             |       | Zapletán Zsombor Szegedi TE          |       | Farkas Sándor Ferencvárosi TCKakuk Levente Zalaegerszegi TK             |       |
| Férfi összetett egyéni | Zapletán Zsombor Szegedi TE         | 865   | Kiss Norbert Szegedi TE              | 864   | Farkas Sándor Ferencvárosi TC                                           | 851   |
| Női egyéni             | Sass Edit Győri Lenszövő            | 648   | Dallosné Takács Anita Balatoni Vasas | 623   | Bálintffy Cintia Rákoshegyi VSE                                         | 608   |
| Női sprint             | Gál Henrietta Zalaegerszegi TE-ZÁÉV |       | Horváth Sarolta Győri Lenszövő       |       | Fuit-Sinka Cintia Ferencvárosi TCPeténé Bruszt Krisztina Rákoshegyi VSE |       |
| Női összetett egyéni   | Sass Edit Győri Lenszövő            | 870   | Dallosné Takács Anita Balatoni Vasas | 823   | Bálintffy Cintia Rákoshegyi VSE                                         | 812   |